# Magnus Johansson (ishockeyspelare)
Per Rolf Magnus Johansson, född 4 september 1973 i Linköping, är en svensk före detta professionell ishockeyspelare, som spelade större delen av sin karriär i moderklubben Linköping HC. Han är känd som en offensiv back med en lugn spelstil, och har ett bra skott kompletterat med en underbar skridskoåkning. Johansson är den back som gjort flest poäng i Svenska Hockeyligans historia och är den första och enda backen som nått över 400 poäng i SHL. Han har också vunnit såväl Guldpucken som Guldhjälmen.
Efter att ha tillbringat sina sju första säsonger med Linköping HC i Division 1 och Division 2, lämnade Johansson laget för Frölunda HC inför säsongen 1997/98. Johansson spelade sex säsonger med Frölunda och vann, i sin sista säsong med laget, SM-guld 2003. Efter en säsong med schweiziska SCL Tigers i Nationalliga A, återvände Johansson till Linköping HC som nu spelade i Elitserien (nuvarande SHL). Han tog ett SM-silver med Linköping 2007 och säsongen därpå spelade han i NHL för både Chicago Blackhawks och Florida Panthers. 2009 skrev han ett fyraårskontrakt med Linköping, men lånades omedelbart ut till Atlant Mytisjtji i KHL. Efter en säsong i KHL återvände han till Linköping med vilka han tillbringade sina sex sista säsonger.
Johansson gjorde debut i landslaget 1999 och är med i Tre Kronors 200-klubb. Han har representerat A-landslaget under åtta VM-turneringar och har vunnit ett guld, ett silver och tre brons. 2010 var han med i truppen som representerade Sverige under OS i Vancouver.

## Karriär

### Klubblagskarriär

#### 1990–2004: Linköping HC, Frölunda och SCL Tigers
Magnus Johansson växte upp i Sturefors utanför Linköping. Han började åka skridskor som tvååring och hittade intresset för ishockey i moderklubben Linköping HC. Johansson spelade både ishockey och fotboll, men i de tidiga tonåren valde han att satsa på ishockey. Johansson spelade till en början forward, men skolades snart om till back. Han gjorde debut i Linköpings seniorlag i Division I, vid 17 års ålder, under säsongen 1990/91 då han den 5 december 1990 kallats upp från juniorlaget, i en match mot Karlskrona HK. Han tillbringade sedan resten av säsongen i Linköpings A-lag och gjorde senare under samma säsong sitt första A-lagsmål, mot just Karlskrona HK. Totalt noterades han för ett mål och en assist på 14 spelade matcher. Vid säsongens slut tvångsdegraderades klubben till Division II och inför den kommande säsongen blev Johansson utsedd till lagkapten, vid 18 års ålder. Efter två säsonger i Division 2 var klubben åter tillbaka i Division 1.
Johansson gjorde sin poängmässigt främsta säsong i Division 1 säsongen 1993/94 med 27 poäng på 32 matcher (7 mål, 20 assist) och var under flera säsonger Linköpings poängmässigt bästa back. Säsongen 1996/97 var han med att ta laget till Kvalserien för första gången i klubbens historia. Laget slutade dock sist i serien och Johansson lämnade sedan Linköping HC inför säsongen 1997/98 då han tillsammans med klubbens dåvarande tränare Tommy Boustedt tog klivet upp till Frölunda HC i Elitserien.
Johansson skrev ett tvåårsavtal med Frölunda och tog snabbt en plats i laget. Den 18 september 1997 gjorde han Elitseriedebut i en 2–0-seger mot Färjestad BK och senare samma månad, den 25 september, gjorde han sitt första mål i Elitserien, i en match mot AIK som slutade 2–2. Totalt noterades han för 13 poäng på 46 grundseriematcher och efter att laget besegrat Brynäs IF i kvartsfinal, slogs laget sedan ut av Färjestad BK i semifinalserien med 3–1 i matcher. Under sin andra säsong i klubben utökade Johansson poängproduktionen ytterligare då han på 48 matcher stod för 19 poäng (10 mål, 9 assist). Frölunda blev sjua i grundserien och åkte ut mot Modo Hockey i kvartsfinalen med 3–1 i matcher.
Under sin tredje säsong i Frölunda blev Johansson lagets poängmässigt bäste back och slog åter sitt poängrekord i Elitserien då han gjorde 34 poäng (12 mål, 22 assist) på 49 grundseriematcher. För andra året i följd slogs Frölunda ut i kvartsfinal mot Modo – denna gång med 4–1 i matcher. Under säsongens gång blev Johansson uttagen till Elitseriens All Star-match. Säsongen 2000/01 tangerade Johansson sitt poängrekord från föregående säsong och vann såväl poängligan som assistligan för backarna i grundserien. Han gjorde 34 poäng, varav 28 assisteringar. Som sista lag gick Frölunda vidare till slutspel, där slogs man för tredje året i följd ut i kvartsfinal, denna gång mot Färjestad BK (4–1 i matcher).
Säsongen 2001/02 slog Johansson sitt poängrekord med en poäng – på 48 matcher gjorde han 35 poäng (14 mål, 21 assist). För andra säsongen i rad vann han både backarnas poängliga och backarnas assistliga i grundserien. Efter att ha slagit ut Djurgårdens IF i kvartsfinal, fick laget kapitulera mot Modo Hockey i semifinal efter att man förlorat den avgörande matchen med 4–3. Säsongen 2002/03 kom att bli Johanssons sista med Frölunda. För fjärde säsongen i följd var han Frölundas poängmässigt bästa back och stod för 26 poäng på 50 matcher i grundserien. I SM-slutspelet tog sig laget till final sedan man slagit ut både Modo och Timrå IK. Väl där vann man finalserien mot Färjestad BK med 4–0 i matcher.
Efter 338 matcher och totalt 180 poäng under sex säsonger för Frölunda, lämnade Johansson laget för spel med schweiziska SCL Tigers i Nationalliga A. Den 1 maj 2003 undertecknade han ett ettårsavtal med klubben. Trots godkända idrottsliga framgångar trivdes han aldrig i Schweiz. På 48 spelade grundspelsmatcher noterades han för 25 poäng (4 mål, 21 assist) och var den poängmässigt bäste backen i laget. I backarnas totala poängliga hamnade han på åttonde plats. Lions slutade näst sist i grundserien och behöll sin plats i NLA sedan man tvingats till kvalspel.

#### 2004–2009: Återkomst till Linköping, NHL och KHL

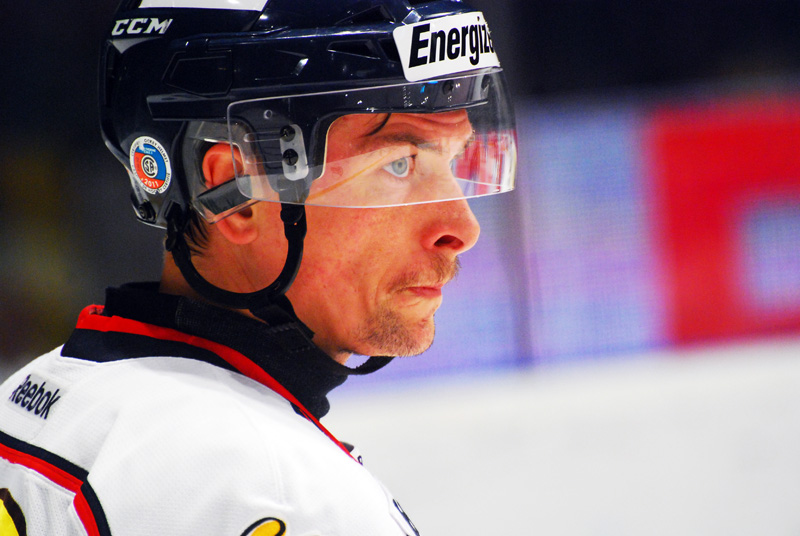
Johansson med Linköping HC.

Under lockout-säsongen 2004/05 gjorde Johansson comeback i moderklubben Linköping – som vid denna tidpunkt avancerat till Elitserien i seriesystemet. Den 8 mars 2004 meddelades det att han skrivit ett fyraårsavtal med klubben, och senare blev han blev åter utsedd till lagkapten. Laget gjorde sin dittills bästa säsong och slutade tvåa i grundserien, bakom Johanssons förra klubb Frölunda HC. För tredje gången vann han både poängligan för backar (34 poäng på 47 matcher) och assistligan för backar (25). Johansson var även den spelare som hade bäst plus/minus-statistik av samtliga spelare i grundserien (+30). Han blev också uttagen till Elitseriens All Star-lag. I slutspelet åkte laget dock ut direkt i kvartsfinalen mot Södertälje, som var sista lag att ta sig till slutspel, med 4–2 i matcher.
Säsongen därpå gjorde Linköping åter en stark grundserie och slutade på tredje plats i grundserietabellen. Johansson gjorde en poängmässigt svagare säsong och stod för 22 poäng (11 mål och 11 assist) på 50 matcher. Trots detta blev han för andra säsongen i rad uttagen till Elitseriens All Star-lag. För första gången i klubbens historia nådde man semifinalspel, detta sedan man slagit ut Luleå HF i kvartsfinal med 4–3 i matcher. I semifinalserien föll man dock mot Frölunda HC efter att ha tappat en 3–1-ledning till 3–4 i matcher. Säsongen 2006/07 noterade Johansson sin dittills poängbästa säsong med 36 poäng på 52 grundseriematcher (8 mål, 28 assist), vilket gav honom en fjärdeplats i backarnas poängliga. Efter att ha slagit ut Luleå HF och Färjestad BK i kvarts-, respektive semifinal, var Linköping klara för sin första SM-finalserie någonsin. Laget tog en 2–1-ledning i matchserien mot Modo, men förlorade sedan tre matcher i följd och tilldelades således ett SM-silver.
Inför säsongen 2007/08 skrev Johansson på ett ettårskontrakt med NHL-laget Chicago Blackhawks. Han debuterade med Blackhawks den 4 oktober 2007 och noterades för sin första poäng i NHL två dagar senare genom att assistera till lagets reducering till 1–2 i en match mot Detroit Red Wings. Efter att ha fått för lite speltid och stundtals blivit bänkad bytte Blackhawks i januari 2008 bort Johansson till Florida Panthers mot ett val i NHL-draften 2009. Där fick han desto mer speltid och växte ut till en av lagets nyckelbackar och gjorde totalt 10 poäng på 27 matcher. Panthers missade Stanley Cup-slutspelet och hade sedan långt gångna förhandlingar om en förlängning med Johansson, något som dock aldrig föll ut.
Säsongen därpå återvände han till Sverige och skrev den 24 juli 2008 på ett fyraårskontrakt med Linköping HC. Det meddelades dock samtidigt att klubben hyrt ut Johansson till ryska Atlant Mytisjtji i KHL, under ett års tid. Johansson gjorde KHL-debut den 2 september 2008 och gjorde samtidigt sin två första mål i ligan, på Evgeny Konobry, båda i power play. Totalt stod han för tre poäng och utsågs till lagets bästa spelare i matchen som Mytisjtji förlorade med 6–5 efter förlängning mot HK Spartak Moskva. Johansson blev lagets poängmässigt bästa back i grundserien då han svarade för 34 poäng på 53 matcher (7 mål, 27 assist) och slutade femma i lagets interna poängliga. I backarnas poängliga slutade han på fjärde plats. I det efterföljande slutspelet stod Johansson poänglös då laget slogs ut i den första rundan av Metallurg Magnitogorsk med 4–0 i matcher. Under säsongen blev han också uttagen att spela KHL:s All Star-match.

#### 2009–2015: Andra återkomsten till Linköping

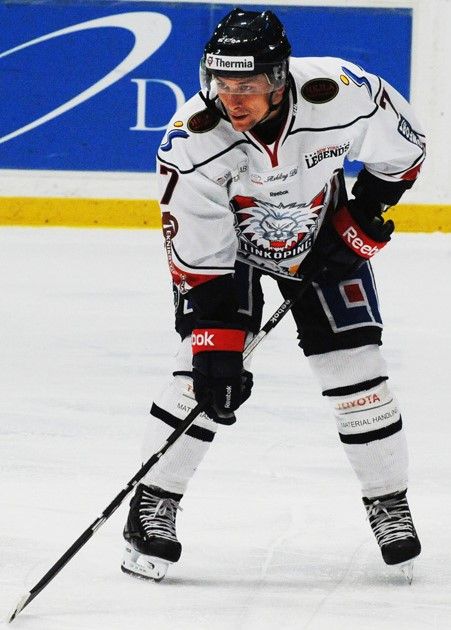
Johansson med Linköping HC 2013.

Efter två säsonger utomlands återvände Johansson till Linköping. Linköping slutade trea i grundserien och Johansson gjorde sin poängbästa säsong i Elitserien med 49 poäng (8 mål, 41 assists) på 52 matcher. För fjärde gången i karriären vann han backarnas assistliga. I den totala poängligan hamnade han på nionde plats och blev bara slagen av David Petrasek i backarnas totala poängliga. Johansson gjorde också sitt poängmässigt bästa SM-slutspel och var den back som gjorde flest mål i slutspelet. Linköping slog ut Frölunda HC i kvartsfinal sedan man vänt ett 1–3-underläge till seger med 4–3. I semifinalserien föll man dock mot Djurgårdens IF med 4–1 i matcher. På tolv slutspelsmatcher noterades Johansson för tio poäng, varav sex mål och fyra assistpoäng. Efter säsongen belönades han med Salming Trophy, som tilldelas Sveriges bästa back. I maj 2010 tilldelades han också Guldpucken, som delas ut av Expressen och Svenska Ishockeyförbundet, som går till säsongens främste spelare i Elitserien och landslaget.
2010/2011 var tredje säsongen i följd som Johansson stod för minst 35 poäng i Elitserien. På 55 matcher noterades han för 38 poäng (7 mål, 31 assist) och slutade tvåa bakom David Rundblad i backarnas poängliga. Vid grundseriens slut belönades Johansson i mars 2011 med Guldhjälmen, som tilldelas Elitseriens mest värdefulla ishockeyspelare, framröstad av Elitseriens spelare. I SM-slutspelet, där Johansson hade ett snitt på en poäng per match, slogs Linköping ut av Skellefteå AIK med 4–3 i matcher i kvartsfinalserien.
Säsongen 2011/2012 blev Johanssons sjätte med Linköping i Elitserien. I den andra omgången, den 17 september 2011, gjorde han sin 394:e poäng i Elitserien. Detta gjorde honom till den back som gjort flest poäng i Elitseriens historia, han hade dock flest assists som back redan föregående säsong. Han inledde säsongen med sju poäng på de tre inledande matcherna (två mål, fem assisteringar). Den 14 februari 2012 spelade Johansson sin 600:e match för Linköping. Linköping missade SM-slutspelet för första gången sedan säsongen 2002/03. På 55 grundseriematcher stod Johansson för 29 poäng (6 mål, 23 assist), vilket var tillräckligt för att bli trea i backarnas poängliga.
Kort efter säsongens slut meddelades det den 23 mars 2012 att Johansson förlängt sitt avtal med Linköping med ytterligare två år. Den 28 december samma år, i en match mot HV71, blev Johansson den spelare som spelat flest tävlingsmatcher för Linköping, då han passerade den förre rekordhållaren Fredrik Emvalls notering på 642 matcher. För femte säsongen i följd var han lagets poängmässigt bästa back i grundserien. På 55 matcher gjorde han 28 poäng (3 mål, 25 assist). I slutspelet slogs laget ut i semifinal av Skellefteå AIK med 4–1 i matcher. Johansson var även då lagets bästa back, sett till antalet poäng. På tio matcher noterades han för åtta poäng, varav tre mål och fem assist.
21 september 2013 skrev Johansson historia, då han satte 3-1 i powerplay bakom Frölundas Linus Fernström. Som första back någonsin nådde han 400 poäng i högsta serien. Den 14 december 2013 spelade Johansson sin 700:e match för Linköping, i en 6–2-seger mot Växjö Lakers Hockey. Johansson var en av matchens bästa spelare då han noterades för fyra poäng (två mål, två assist). Under säsongens gång noterades han för 35 poäng – det var tolfte säsongen i rad som Johansson noterades för minst 20 poäng under grundserien i Sveriges högsta liga. För andra säsongen i följd slogs Linköping ut ur SM-slutspelet av Skellefteå AIK. Den 20 maj 2014 bekräftades det via Linköpings officiella webbplats att Johansson förlängt sitt avtal med klubben med ytterligare en säsong. Den 1 november 2014 slog han ett nytt klubbrekord då han gjort 460 poäng för Linköping HC, och passerade då den tidigare rekordinnehavaren Håkan Karlsson. Denna säsong sjönk Johanssons poängproduktion och han noterades för 15 poäng på 48 grundseriematcher. I slutspelet föll Linköping, återigen, mot Skellefteå AIK.
Den 5 april 2015 spelade Johansson sin sista match som professionell ishockeyspelare då han bara några dagar senare, den 9 april, meddelade att han avslutat sin ishockeykarriär. Inför en match mot Färjestad BK den 25 september 2016 blev Johansson den femte spelaren i Linköping HC:s historia att få sin tröja hissad i klubbens hemmaarena.

### Landslagskarriär

#### 1999–2005: Första landslagsåren

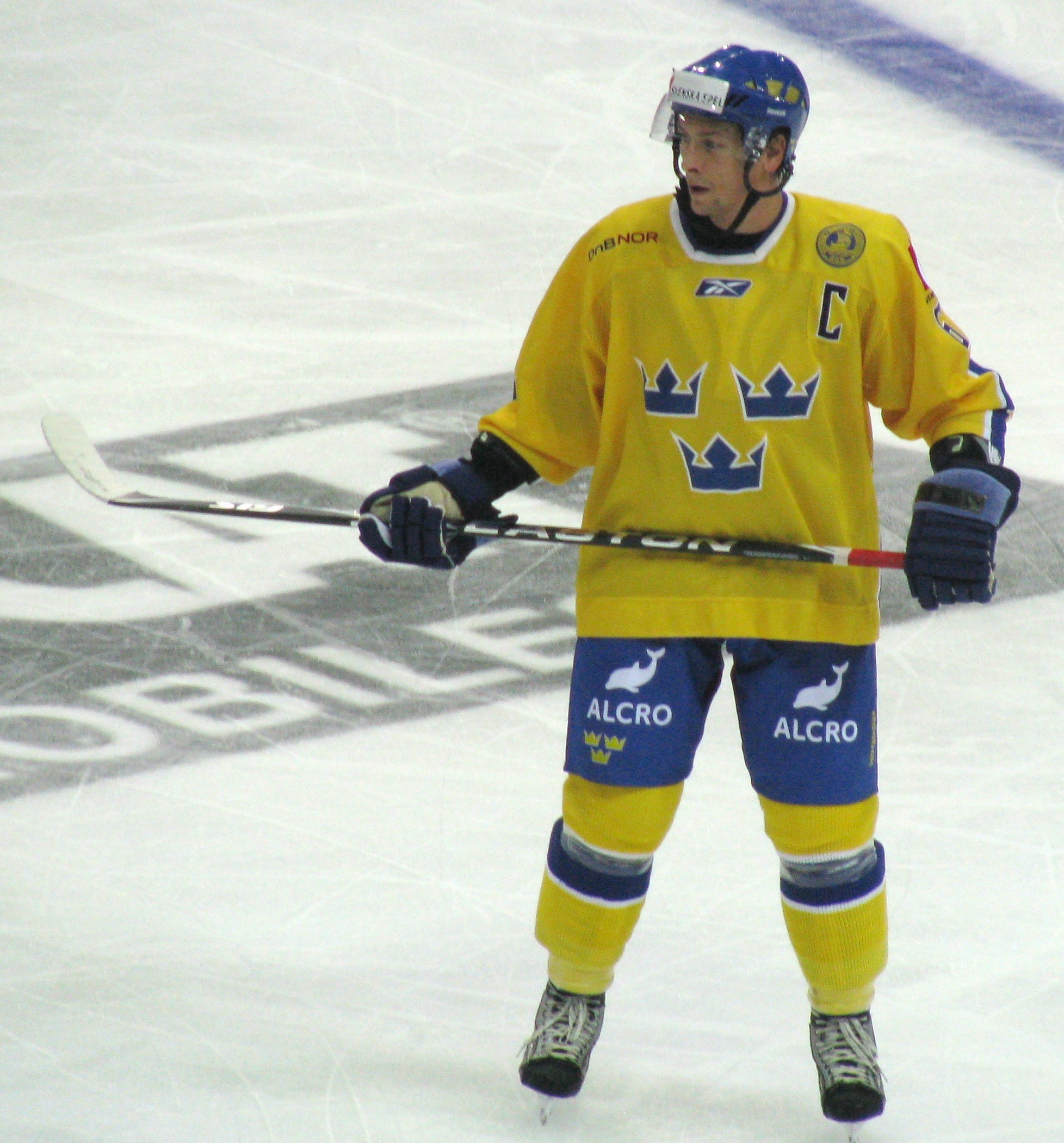
Johansson i landslagströja.

Magnus Johansson var också en viktig kugge i Tre Kronor. Han representerade landslaget regelbundet mellan 1999 och 2012. Han är med i Tre Kronors 200-klubben, vilket bara en annan herrspelare (Jörgen Jönsson) som varit aktiv under 2000-talet har uppnått. Johansson debuterade i landslaget som 26-åring den 11 november 1999 i Karjala Cup.
Johansson blev senare uttagen till det landslag som representerade Sverige under det VM som avgjordes på hemmaplan 2002. Laget tog sig fram till semifinal, vilken man förlorade mot Slovakien med 2–3. I den efterföljande bronsmatchen vann Sverige efter att ha vänt ett 0–3 underläge mot Finland, till seger med 5–3. På nio spelade matcher noterades Johansson för ett mål. Johansson blev också uttagen till VM året därpå, när turneringen avgjordes i Finland. Sverige tog sig igenom båda gruppspelsrundorna och ställdes mot värdnationen i kvartsfinal. Drygt sju minuter in i andra perioden hade Finland en 5–1-ledning. Sverige lyckades dock vända innan full tid, bland annat efter två mål av Peter Forsberg, och vann med 5–6. Efter att ha slagit ut Slovakien i semifinal föll Sverige sedan i finalen mot Kanada med 3–2 efter förlängning. Johansson gick poänglös ur turneringen.
Johansson var uttagen till samtliga VM-turneringar mellan 2005 och 2010. 2005 gjorde han sin tredje VM-turnering, denna gång i Österrike. Efter att ha förlorat endast en match efter de två gruppspelsrundorna slog Sverige ut Schweiz i kvartsfinalen med 2–1. Sverige föll sedan i semifinalen mot Tjeckien med 2–3 efter förlängningsspel och ställdes i bronsmatchen mot Ryssland, vilken man förlorade med 3–6. Poängmässigt gjorde Johansson sitt dittills bästa VM då han stod för fem poäng på nio matcher (ett mål, fyra assist).

#### 2006–2012: VM-guld, bronsmedaljer och OS i Vancouver
Vid VM i Lettland 2006 utsågs Johansson till assisterande lagkapten. Sverige gick obesegrat genom de två gruppspelsrundorna och slog sedan ut både USA (6–0) och Kanada (5–4) i kvarts- respektive semifinal. I finalen ställdes man mot Tjeckien och tog sin åttonde VM-titel sedan man vunnit matchen med 4–0. Johansson tangerade sitt personliga poängrekord för turneringen från föregående mästerskap då han på nio matcher stod för två mål och tre assistpoäng.
Vid VM i Ryssland 2007 slog Sverige ut Slovakien i kvartsfinal med 7–4. Laget föll sedan, både i semifinal och den efterföljande bronsmatchen, mot Kanada (1–4) och Ryssland (1–3). På åtta matcher stod Johansson för tre mål. 2008 avgjordes VM i Kanada. Sverige lyckades ta sig igenom båda gruppspelsrundorna och slog sedan ut Tjeckien i kvartsfinal. Därefter föll Sverige mot Kanada och Finland i semifinal respektive bronsmatch och slutade därmed fyra i turneringen. På nio matcher noterades Johansson för ett mål och två assistpoäng. 2009 i Schweiz gjorde Johansson sin poängmässigt bästa VM-turnering då han på nio matcher gjorde åtta poäng (tre mål och fem assist), och var med den noteringen Sveriges poängmässigt bästa back i turneringen. Laget slutade trea efter en 4–2-seger i bronsmatchen mot USA. Även under turneringen året därpå slutade Sverige trea, denna gång med Johansson som lagkapten. I semifinalen ledde laget mot Tjeckien, som dock lyckades kvittera med endast åtta sekunder kvar av matchen. Johansson var först ut i den efterföljande straffläggningen, men missade sin straff. Sverige föll, men i den efterföljande bronsmatchen revanscherade sig Johansson då han assisterade till två av Sveriges tre mål mot Tyskland. På nio matcher noterades han för fyra assistpoäng, och detta kom att bli Johanssons sista VM-turnering.
Johansson har representerat Sveriges landslag under ett olympiskt spel – 2010 i Vancouver. Efter ett övertygande spel av laget under gruppspelet med tre raka segrar, ställdes man mot Slovakien i kvartsfinal. Sverige förlorade med 3–4 och på fyra matcher stod Johansson för totalt två assistpoäng. Under Oddset Hockey Games 2012, som spelades februari, gjorde Johansson sitt sista framträdande i landslaget. På dessa tre matcher noterades han för en assistpoäng och spelade sin sista landskamp den 12 februari 2012 mot Finland. Johanssons definitiva besked om landslagskarriären bekräftades den 11 april 2013.

## Statistik

### Klubbkarriär
| 1990–91               | Linköping HC          | Div I S               | 14  | 1   | 1   | 2   | 2   | —   | —  | —  | —  | —  |
| 1991–92               | Linköping HC          | Div II S              | 36  | 9   | 3   | 12  | 18  | 9   | 2  | 4  | 6  | 0  |
| 1992–93               | Linköping HC          | Div II S              | 29  | 6   | 17  | 23  | 20  | 8   | 3  | 5  | 8  | 0  |
| 1993–94               | Linköping HC          | Div I S               | 32  | 7   | 20  | 27  | 20  | —   | —  | —  | —  | —  |
| 1994–95               | Linköping HC          | Div I S               | 32  | 7   | 13  | 20  | 16  | —   | —  | —  | —  | —  |
| 1995–96               | Linköping HC          | Div I S               | 32  | 3   | 15  | 18  | 12  | 4   | 1  | 3  | 4  | 4  |
| 1996–97               | Linköping HC          | Div I S               | 32  | 2   | 15  | 17  | 16  | 14  | 1  | 6  | 7  | 8  |
| 1997–98               | Frölunda HC           | Elitserien            | 46  | 5   | 8   | 13  | 24  | 7   | 2  | 1  | 3  | 8  |
| 1998–99               | Frölunda HC           | Elitserien            | 48  | 10  | 9   | 19  | 34  | 4   | 0  | 1  | 1  | 4  |
| 1999–00               | Frölunda HC           | Elitserien            | 49  | 12  | 22  | 34  | 20  | 5   | 0  | 1  | 1  | 2  |
| 2000–01               | Frölunda HC           | Elitserien            | 50  | 6   | 28  | 34  | 26  | 5   | 2  | 1  | 3  | 14 |
| 2001–02               | Frölunda HC           | Elitserien            | 48  | 14  | 21  | 35  | 36  | 10  | 1  | 5  | 6  | 8  |
| 2002–03               | Frölunda HC           | Elitserien            | 50  | 11  | 15  | 26  | 14  | 16  | 2  | 3  | 5  | 20 |
| 2003–04               | SCL Tigers            | NLA                   | 48  | 4   | 21  | 25  | 36  | 8   | 3  | 0  | 3  | 2  |
| 2004–05               | Linköping HC          | Elitserien            | 47  | 9   | 25  | 34  | 26  | 6   | 3  | 0  | 3  | 0  |
| 2005–06               | Linköping HC          | Elitserien            | 50  | 11  | 11  | 22  | 30  | 13  | 2  | 1  | 3  | 10 |
| 2006–07               | Linköping HC          | Elitserien            | 52  | 8   | 28  | 36  | 46  | 15  | 4  | 3  | 7  | 6  |
| 2007–08               | Chicago Blackhawks    | NHL                   | 18  | 0   | 4   | 4   | 4   | —   | —  | —  | —  | —  |
| 2007–08               | Florida Panthers      | NHL                   | 27  | 0   | 10  | 10  | 14  | —   | —  | —  | —  | —  |
| 2008–09               | Atlant Mytisjtji      | KHL                   | 53  | 7   | 27  | 34  | 36  | 4   | 0  | 0  | 0  | 4  |
| 2009–10               | Linköping HC          | Elitserien            | 52  | 8   | 41  | 49  | 14  | 12  | 6  | 4  | 10 | 6  |
| 2010–11               | Linköping HC          | Elitserien            | 55  | 7   | 31  | 38  | 14  | 7   | 1  | 6  | 7  | 0  |
| 2011–12               | Linköping HC          | Elitserien            | 55  | 6   | 23  | 29  | 16  | —   | —  | —  | —  | —  |
| 2012–13               | Linköping HC          | Elitserien            | 55  | 3   | 25  | 28  | 12  | 10  | 3  | 5  | 8  | 4  |
| 2013–14               | Linköping HC          | SHL                   | 49  | 7   | 28  | 35  | 12  | 13  | 0  | 4  | 4  | 0  |
| 2014–15               | Linköping HC          | SHL                   | 48  | 4   | 11  | 15  | 10  | 11  | 0  | 1  | 1  | 6  |
| Elitserien/SHL totalt | Elitserien/SHL totalt | Elitserien/SHL totalt | 754 | 121 | 326 | 447 | 334 | 143 | 26 | 36 | 62 | 88 |
| NHL totalt            | NHL totalt            | NHL totalt            | 45  | 0   | 14  | 14  | 18  | —   | —  | —  | —  | —  |
| KHL totalt            | KHL totalt            | KHL totalt            | 53  | 7   | 27  | 34  | 36  | 4   | 0  | 0  | 0  | 4  |

### Internationellt
| År     | Lag     | Turnering | Matcher | Mål | Assists | Poäng | Utv. |
| ------ | ------- | --------- | ------- | --- | ------- | ----- | ---- |
| 2002   | Sverige | VM        | 9       | 1   | 0       | 1     | 6    |
| 2003   | Sverige | VM        | 9       | 0   | 0       | 0     | 6    |
| 2005   | Sverige | VM        | 9       | 1   | 4       | 5     | 2    |
| 2006   | Sverige | VM        | 9       | 2   | 3       | 5     | 2    |
| 2007   | Sverige | VM        | 8       | 3   | 0       | 3     | 2    |
| 2008   | Sverige | VM        | 9       | 1   | 2       | 3     | 8    |
| 2009   | Sverige | VM        | 9       | 3   | 5       | 8     | 6    |
| 2010   | Sverige | OS        | 4       | 0   | 2       | 2     | 2    |
| 2010   | Sverige | VM        | 9       | 0   | 4       | 4     | 6    |
| Totalt | Totalt  | Totalt    | 75      | 11  | 20      | 31    | 40   |